# Dynamine hecuba
Dynamine hecuba är en fjärilsart som beskrevs av William Schaus 1913. Dynamine hecuba ingår i släktet Dynamine och familjen praktfjärilar. Inga underarter finns listade i Catalogue of Life.